# Бенедиктов, Кирилл Станиславович
Кири́лл Станисла́вович Бенеди́ктов (род. 2 марта 1969, Минск) — российский писатель-фантаст, журналист, историк и политолог. Лауреат премии Бориса Стругацкого «Бронзовая Улитка», обладатель премии «Странник» и других.

## Биография
С семи лет проживал в Москве. Учился в школе на Рязанском проспекте, заинтересовался там древней историей.
В 1990 году закончил исторический факультет МГУ, где занимался доколумбовыми цивилизациями Латинской Америки и новейшей историей стран Европы и Америки. Кандидат исторических наук.
В 1993 году уехал в Бельгию, где окончил Колледж Европы в городе Брюгге. Защитил кандидатскую диссертацию на тему «ОБСЕ на Балканах: опыт политической стабилизации». Работал за рубежом, в том числе в ОБСЕ, в Южной Корее.
В 1996 году стал лауреатом премии по исследованию демократических институтов имени Манфреда Вёрнера.
После возвращения в Россию, в 2009—2012 годах был главным редактором литературного проекта «Этногенез». На телеканале Russia.ru выходила его программа «Чёрное сердце Москвы», посвящённая мистическим местам российской столицы.
В марте 2010 Кириллу Бенедиктову была вручена юбилейная медаль имени Чехова от Союза писателей России. Вручение состоялось в малом зале Центрального дома литераторов.
В настоящее время работает в сфере политической аналитики. Возглавляет отдел интеллектуальных расследований портала Terra America. Пишет авторские колонки в газете «Известия», на сайте телеканала RT (с января 2017 года) и в интернет-газете «Взгляд».
Судя по странице Facebook, по состоянию на начало 2020 года проживает в городе Бар (Черногория).
Главный редактор журнала Fitzroy Magazine.

## Творчество
Бенедиктов опубликовал несколько крупных фантастических произведений, повести и более двадцати рассказов.
Написал также документальное произведение «Союз Правых Сил. Краткая история партии».
По мотивам романа «Завещание ночи» в 2008 году снят одноимённый мини-сериал (режиссер — Александр Аравин, продюсер — Сергей Жигунов).

## Награды
- 2004 — Еврокон, Лучший дебют (Россия).
- 2004 — Бронзовая улитка, Крупная форма, «Война за „Асгард“» (2003).
- 2004 — Странник, Крупная форма, «Война за „Асгард“» (2003).
- 2004 — Роскон, Роман, 3 место («Бронзовый РОСКОН»), «Война за „Асгард“» (2003).
- 2004 — Басткон, Премия «Чаша Бастиона». 1 место, «Война за „Асгард“» (2003).
- 2005 — Филигрань, Малая Филигрань (повесть), «Восход шестого солнца» (2004).
- 2007 — Филигрань, Малая Филигрань (рассказ), «Точка Лагранжа» (2006).
- 2008 — Басткон, Премия «Чаша Бастиона». 2 место, «Коралловый остров» (2007).
- 2010 — Басткон, Премия «Иван Калита», «Блокада. Охота на монстра» (2009).
- 2010 — Басткон, Премия «Чаша Бастиона». 2 место, «Блокада. Охота на монстра» (2009).
- 2012 — Басткон, Премия «Чаша Бастиона». 2 место, «Зайиб» (2011).
- 2013 — Басткон, Премия им. Вл. Одоевского, «Годзилла и Хабермас» (2013).

### Романы
- Завещание ночи (2001)
- Война за «Асгард» (2003)
- Путь шута (2005)
- Блокада. Охота на монстра (Взгляд орла) (2009)
- Блокада 2. Тень Зигфрида (2010)
- Миллиардер 2. Арктический гамбит (совместно с Еленой Кондратьевой) (2010)
- Блокада 3. Война в зазеркалье (2011)
- Миллиардер 3. Конец игры (2011)
- Эльдорадо. Золото и кокаин (2012)
- Балканы. Дракула (совместно с Юрием Бурносовым) (2014)

### Книги в жанре «политическая биография»
- Возвращение Жанны д’Арк. Политическая биография Марин Ле Пен (2015)
- Чёрный лебедь. Политическая биография Дональда Трампа (2016)

### Повести
- Объявление (Чужая квартира) (2003)
- Орихалк (2003)
- Восход шестого солнца (2004)
- Граница льда (2004)
- Эль Корасон (2006)
- Коралловый остров (2007)
- Зайиб (2011)
- Змея и мангуст (2012)

### Рассказы
- Даргавс, город мёртвых (1990)
- Долгая охота (1991)
- Храм мёртвых богов (2001)
- Штормовое предупреждение (2002)
- Путь богов (Конкистадор в стране снов) (2003)
- Асимметричный ответ (2004)
- Вишня под снегом (2004)
- Красный город (2004)
- Ультралайт (2004)
- Кот Эдипа (2005)
- Прогулка (2005)
- Птица цвета ультрамарин (2005)
- Ответ (2006)
- Точка Лагранжа (2006)
- Дорогой товарищ Куй (совместно со Светланой Павлович) (2007)
- Один ключ на двоих (2009)
- Чудовище (2012)
- Годзилла и Хабермас (2013)
- Октябрь в Купавне (2013)
- Операция «Гнев Перуна» (2017)